# 1-я танковая бригада (2-го формирования)
1-я отдельная танковая Ленинградская Краснознамённая ордена Суворова бригада — танковая бригада Красной армии ВС СССР, в годы Великой Отечественной войны.
Сокращённое наименование — 1 отбр.

## История формирования
Бригада ведёт свою историю от 1-й Краснознамённой танковой дивизии, сформированной по директиве Ленинградского военного округа 12 июля 1940 года из частей 25-й кавалерийской дивизии, 1-й лёгкой, 20-й Краснознамённой тяжёлой имени С. М. Кирова и 34-й танковых бригад.
Директивами НКО СССР № 2/ш и Ленинградского фронта № 1/25027 от 22 сентября 1941 года 1-я танковая дивизия была переформирована в 123-ю отдельную танковую бригаду, которая приказом НКО СССР № 0356 от 5 мая 1942 года, была переименована в 1-ю Краснознамённую танковую бригаду.
В период с 9 по 12 мая 1942 года бригада находясь в резерве Ленинградского фронта, на основании приказа НКО СССР № 0295 от 19 апреля 1942 года, переформировывалась согласно новому штату № 010/345 — 01/352. После окончания формирования бригада имела следующую материальную часть: танков КВ-1 — 20, Т-34 — 18; Т-26 (артиллерийские) — 4; 76-мм орудий — 4; зенитных 37-мм пушек — 4; БА-10 — 5; 82-мм миномётов — 6. 29 мая бригада передислоцировалась в район Дома Советов, штаб бригады — улица Сызранская дом 20. 24 июня 1942 года бригада перешла в подчинение 42-й армии, не меняя прежнего места дислокации. С 30 июня по 2 июля бригада получила с завода имени И. В. Сталина ещё 3 танка КВ-1. С 13 мая по 19 июля 1942 года части бригады занимались боевой и политической подготовкой, производили рекогносцировку, отрабатывали места возможных выходов в атаку. На линию фронта постоянно посылались группы снайперов из состава бригады.
По состоянию на май 1944 года танки бригады имели нумерацию с 100 по 199.
На основании директивы ГШ КА № орг/3/315271 от 8 декабря 1944 года 1-я отдельная танковая бригада была переформирована в 207-ю самоходно-артиллерийскую бригаду с сохранением почётных наименований и наград.

## Участие в боевых действиях
Период вхождения в действующую армию: 7 мая 1942 года — 8 декабря 1944 года.
С 20 июля по 5 августа 1942 года бригада вела наступательные бои в составе 42-й армии, в районе Старо-Паново, Урицк. В результате этих боёв бригада прорвала линию обороны противника, заняв населённый пункт Старо-Паново.

## Состав
- Управление бригады (штат № 010/345)
- 1-й отдельный танковый батальон (штат № 010/346)
- 2-й отдельный танковый батальон (штат № 010/346)
- Моторизованный стрелково-пулемётный батальон (штат № 010/347)
- Истребительная противотанковая батарея (штат № 010/348)
- Зенитная батарея (штат № 010/349)
- Рота управления (штат № 010/350)
- Рота технического обеспечения (штат № 010/351)
- Медико-санитарный взвод (штат № 010/352)
- Батарея самоходных установок

- Управление бригады (штат № 010/500)
- 1-й отдельный танковый батальон (штат № 010/501)
- 2-й отдельный танковый батальон (штат № 010/501)
- 3-й отдельный танковый батальон (штат № 010/501)
- Моторизованный батальон автоматчиков (штат № 010/502)
- Зенитно-пулемётная рота (штат № 010/503)
- Рота управления (штат № 010/504)
- Рота технического обеспечения (штат № 010/505)
- Медико-санитарный взвод (штат № 010/506)

## Подчинение
| Подчинение     | Подчинение          | Подчинение                 | Подчинение | Подчинение |
| Дата           | Фронт (округ)       | Армия                      | Корпус     | Примечания |
| -------------- | ------------------- | -------------------------- | ---------- | ---------- |
| 1.06.1942 года | Ленинградский фронт | Ленинградская группа войск | -          | -          |
| 1.07.1942 года | Ленинградский фронт | фронтового подчинения      | -          | -          |
| 1.08.1942 года | Ленинградский фронт | 42-я армия                 | -          | -          |
| 1.09.1942 года | Ленинградский фронт | фронтового подчинения      | -          | -          |
| 1.10.1942 года | Ленинградский фронт | 42-я армия                 | -          | -          |
| 1.11.1942 года | Ленинградский фронт | 42-я армия                 | -          | -          |
| 1.12.1942 года | Ленинградский фронт | 42-я армия                 | -          | -          |
| 1.01.1943 года | Ленинградский фронт | 42-я армия                 | -          | -          |
| 1.02.1943 года | Ленинградский фронт | 67-я армия                 | -          | -          |
| 1.03.1943 года | Ленинградский фронт | фронтового подчинения      | -          | -          |
| 1.04.1943 года | Ленинградский фронт | фронтового подчинения      | -          | -          |
| 1.05.1943 года | Ленинградский фронт | 42-я армия                 | -          | -          |
| 1.06.1943 года | Ленинградский фронт | 42-я армия                 | -          | -          |
| 1.07.1943 года | Ленинградский фронт | 42-я армия                 | -          | -          |
| 1.08.1943 года | Ленинградский фронт | 42-я армия                 | -          | -          |
| 1.09.1943 года | Ленинградский фронт | 42-я армия                 | -          | -          |
| 1.10.1943 года | Ленинградский фронт | 42-я армия                 | -          | -          |
| 1.11.1943 года | Ленинградский фронт | 42-я армия                 | -          | -          |
| 1.12.1943 года | Ленинградский фронт | 42-я армия                 | -          | -          |
| 1.01.1944 года | Ленинградский фронт | 42-я армия                 | -          | -          |
| 1.02.1944 года | Ленинградский фронт | фронтового подчинения      | -          | -          |
| 1.03.1944 года | Ленинградский фронт | фронтового подчинения      | -          | -          |
| 1.04.1944 года | Ленинградский фронт | фронтового подчинения      | -          | -          |
| 1.05.1944 года | Ленинградский фронт | фронтового подчинения      | -          | -          |
| 1.06.1944 года | Ленинградский фронт | фронтового подчинения      | -          | -          |
| 1.07.1944 года | Ленинградский фронт | фронтового подчинения      | -          | -          |
| 1.08.1944 года | Ленинградский фронт | фронтового подчинения      | -          | -          |
| 1.09.1944 года | Ленинградский фронт | фронтового подчинения      | -          | -          |
| 1.10.1944 года | Ленинградский фронт | фронтового подчинения      | -          | -          |
| 1.11.1944 года | Ленинградский фронт | фронтового подчинения      | -          | -          |
| 1.12.1944 года | Ленинградский фронт | фронтового подчинения      | -          | -          |

## Командование бригады

### Командиры бригады
- Кононов, Иван Васильевич (05.05.1942 — 12.10.1942), полковник, с 4.08.1942 генерал-майор танковых войск;
- Бородин, Александр Сидорович[9] (13.10.1942 — 17.05.1943), подполковник, с 16.02.1943 полковник;
- Волков, Василий Иванович (18.05.1943 — 20.06.1944), полковник[10][11];
- Проценко, Виктор Львович (06.07.1944 — 09.12.1944), полковник[12]

### Заместители командира бригады по строевой части
- Шпиллер, Иосиф Борисович (05.05.1942 — 01.06.1942), подполковник;
- Бородин Александр Сидорович (01.06.1942 — 13.10.1942), полковник;
- Абрамов Василий Федорович ( — 07.1943), подполковник

### Военный комиссар, с 9.10.1942 заместитель командира бригады по политической части
- Евстифеев Иван Петрович (05.05.1942 — 16.06.1943), полковой комиссар, с 22.12.1942 подполковник[13]

### Начальники штаба бригады
- Пинчук, Павел Ильич (05.05.1942 — 01.06.1942), подполковник;
- Иванович Алексей Петрович[14] (02.06.1942 — 11.1942), подполковник;
- Семёркин Сергей Фёдорович (11.1942 — 12.1942), майор;
- Афанасьев Николай Петрович (12.1942 — 20.08.1944), подполковник[15];
- Мельник, Лавин Антонович (08.1944 — 09.12.1944), подполковник[12]

### Начальники политотдела, с 06.1943 он же заместитель командира по политической части
- Заяц Иван Петрович (05.05.1942 — 08.12.1944), батальонный комиссар, с 11.11.1942 подполковник, с 9.03.1944 полковник[13]

## Награды и почётные наименования
| Награда (наименование)                | Дата награждения                                                             | За что получена |
| ------------------------------------- | ---------------------------------------------------------------------------- | --- |
| Почётное наименование «Ленинградская» | присвоено приказом Верховного главнокомандующего № 0172 от 22 июня 1944 года | за отличия в боях с немецко-финскими захватчиками при прорыве сильно укреплённой долговременной обороны противника на Карельском перешейке севернее города Ленинграда |
| Орден Красного Знамени                | награждена указом Президиума Верховного Совета СССР от 21 марта 1940 года    | за образцовое выполнение боевых заданий командования на фронте борьбы с финской белогвардейщиной и проявленные при этом доблесть и мужество (по преемственности от 20-й тяжёлой танковой бригады, приказ НКО СССР № 0204 от 27.08.1940 и 1-й танковой дивизии, приказ НКО СССР № 0356 от 5.05.1942) |
| Орден Суворова II степени             | награждена указом Президиума Верховного Совета СССР от 22 октября 1944 года  | за успешное выполнение заданий командования в боях с немецкими захватчиками, за овладение городом Пярну (Пернов) и проявленные при этом доблесть и мужество |

## Именные танки
Приказом командующего бронетанковыми и механизированными войсками Ленинградского фронта № 0111 от 1 ноября 1943 года, объявленного приказом по 1-й Краснознамённой танковой бригаде № 0124 от 4 ноября 1943 года, присваивались следующие наименования:
- танку Т-34 № 212—309 — «За родину»
- танку Т-34 № 212—342 — «Александр Суворов»
- танку Т-34 № 212—640 — «Сергей Киров»
- танку Т-34 № 212—570 — «Ленинградец»
- танку Т-34 № 212—691 — «Пётр Крайзельбурд»
- танку Т-34 № 212-90 — «Владимир Кирьянов»
- танку Т-34 № 212—303 — «Николай Овчинников»
- танку Т-34 № 212—611 — «Александр Невский»
- танку Т-34 № 211—737 — «Семён Дулькин»
- танку Т-34 № 158—150 — «Михаил Соколов»
- танку Т-34 № 340-33 — «За Советскую Украину»

## Песня бригады
Мы стальною стоим преградой -

Самой верной из всех преград,

Не впуская фашистских гадов

В наш город Ленина, в Ленинград!

Пусть же гордо и непреклонно

Слава реет (?) по-над Невой,

Слава Первой Краснознамённой

Да нашей танковой боевой!

Припев:

А в яростный час, когда нам нелегко, 

Мы клятву твердим неустанно: 

— Клянёмся! — 

Мы будем такими, как Фёдор Дудко, 

Такими, как был Колобанов!
— припев.